# جبل غراهام (نيوزيلندا)
جبل غراهام هو جبل يقع في منطقة إقليم الساحل الغربي نيوزيلندا وعلى ارتفاع 829 متر فوق مستوى سطح البحر. تقع بحيرة كانيير مباشرة شرق جبل غراهام